# محطة قطار الأخضرية
محطة الخضراءية هي محطة قطار جزائرية تقع على أراضي بلدية الأخضرية بولاية البويرة .

## موقع في السكك الحديدية
تقع المحطة في جنوب غرب مدينة الأخضرية، عند نقطة الكيلومتر (PK) 76,5 من خط الجزائر العاصمة إلى سكيكدة ، حيث تسبقها محطة عمال وتتبعها محطة قادرية .

## تاريخ المحطة
تم افتتاح القسم الذي يربط باليسترو (لخضريا حاليًا) بمحطة أومار في1 يناير 1886

### خدمة
تخدم محطة لخضرية القطارات الإقليمية للاتصالات:
- الجزائر - سطيف ؛
- الجزائر - بجاية ؛
- الجزائر - البويرة  .

## أٌنظر أيضا

### مَقالات ذات صلة
- خط من الجزائر إلى سكيكدة
- قائمة محطات القطارات في الجزائر

### رَوابط خارجية
- "SNTF". Société nationale des transports ferroviaires (SNTF). مؤرشف من الأصل في 2025-07-02..